# داو (دهانه)
داو یک دهانه برخوردی در ماه‌ است.

## دهانه‌های اقماری
این دهانه ۴ دهانه اقماری دارد.
| Dove | عرض جغرافیایی | طول جغرافیایی | قطر          |
| ---- | ------------- | ------------- | ------------ |
| A    | ۴۶.۹° S       | ۳۳.۵° E       | ۱۳.۰ کیلومتر |
| C    | ۴۷.۰° S       | ۳۰.۸° E       | ۱۹.۰ کیلومتر |
| B    | ۴۷.۱° S       | ۳۳.۱° E       | ۱۹.۰ کیلومتر |
| Z    | ۴۴.۵° S       | ۲۹.۲° E       | ۸.۰ کیلومتر  |